# SDガンダム SD戦国伝 国盗り物語
『SDガンダム SD戦国伝 国盗り物語』（エスディーガンダム エスディーせんごくでん くにとりものがたり）は、1990年3月24日にバンダイから発売されたゲームボーイ用ウォー・シミュレーションゲーム。
ゲームボーイで発売されたSDガンダムの最初のタイトル。武者ガンダムシリーズのSD戦国伝 武者七人衆編を題材としている。
2007年に、携帯アプリとしてカラー化となりリメイクされている。

## システム
ゲーム開始時にシナリオと陣営を選択して、相手の拠点を占拠するコマンド選択型のSLG。戦略パートとアクションパートの2つで構成されている。
シナリオは通常シナリオと番外シナリオの2つに大別され、 それぞれに5つのシナリオが用意されている。
敵対する軍勢は「殺駆頭（ざくと）軍」と「頑駄無（がんだむ）軍」の2つ。
他にはターン制とリアルタイム制の2種類のモードが存在し、ターン制は決められた数だけユニットを動かすことができ、リアルタイムでは自由にユニットを動かすことができる。そのため、序盤から敵の本拠地に攻め入ることも可能である。他には敵軍やMAPに散らばっているキャラクター達を説得し自分の陣営に加えることも可能だが、その逆もある（裏切りやすいキャラも存在する）。そのため、主要キャラクター達を全く別の陣営に加える（ただし、主要キャラクターは別陣営からは説得しにくい）ことも可能となり、原作ではありえない陣営も作ることも可能なのが本作の醍醐味である。
敵ユニットと接触すると2D真横視点アクションの戦闘シーンに発展し、体力切れか時間切れになるまで戦闘が継続する。接触したMAPによって上れる場所が多くあったり、水中では動作が鈍くなるなどの影響もある。
各陣営の拠点には大将軍（または闇将軍）が待ち構えており、相手のHPを0にすれば勝利となるがプレイヤー側のユニットが壊滅してしまうと負けとなり、両軍のユニットが壊滅すれば引き分けとなる。